# European North Basketball League
Ne doit pas être confondu avec North European Basketball League ou EWBL.
La European North Basketball League, également appelée European North League ou abrégée ENBL, est une compétition professionnelle de basket-ball. Fondée en 2021 en tant qu'organisation indépendante et privée, elle bénéficie du soutien de la FIBA. Lancée en Europe de l'Est, la ligue s’est progressivement étendue à l’ensemble du continent européen, bien qu’elle ne se dispute pas spécifiquement en Europe du Nord comme son nom le suggère.
Bien qu'il n'y ait pas de rang entre l'EuroLigue, l'EuroCoupe ou les compétitions de la FIBA, la European North Basketball League est considérée comme la cinquième et dernière compétition interclubs en importance dans la hiérarchie des coupes d'Europe.

## Histoire
La compétition est créée en 2021 par une initiative lettone menée par Edgars Zanders, afin d'offrir une opportunité aux clubs européens disposant de moyens limités et ne pouvant accéder aux compétitions européennes majeures. Par exemple, lors de la première saison, le club tchèque BC Brno choisit de participer en raison des coûts jugés trop élevés de la Coupe d'Europe FIBA, estimés à environ 4 000 000 couronnes (environ 160 000 euros). La première saison, qui réunit huit clubs issus d'Europe centrale et de l’est, se déroule sous un format avec une phase de groupe en match unique, suivie de quarts de finale et d’un Final Four. L’Anwil Włocławek remporte cette première édition, décrochant ainsi son premier trophée européen à domicile, après avoir obtenu l’organisation du Final Four en tant qu’équipe la mieux classée parmi les qualifiés.
Dès la deuxième saison, la compétition s’élargit géographiquement et numériquement à 16 équipes, réparties en deux poules de 8. La phase régulière se déroule en 3 phases distinctes, chacune organisée dans une ville différente, où toutes les équipes se rassemblent pour jouer leurs matchs, à la manière d’un Final Four. À l’issue de cette deuxième saison, un nouveau club polonais, le Stal Ostrów Wielkopolski, remporte à nouveau le trophée à domicile lors du Final Four.
Le format de la troisième édition reste inchangé, mais connaît une nouvelle extension géographique, notamment avec la Belgique. Les Bakken Bears remportent le titre, troisième club d'affilée à domicile, décrochant ainsi leur premier trophée européen. Liège Basket termine troisième, signant un des meilleur résultats d’une équipe belge sur la scène européenne depuis plusieurs années.

## Format de la compétition
En phase de saison régulière, la compétition se divise en deux groupes. Les quatre meilleures équipes de chaque groupe se qualifient pour les séries éliminatoires. Les quarts de finale se jouent en deux manches, et les vainqueurs accèdent au tournoi du Final Four.

## Palmarès
| 2022 | Włocławek           | Anwil Włocławek | 90 – 79 | KK Šiauliai      | BC Brno             | 80 – 76 | Tartu Ülikool      |
| 2023 | Ostrów Wielkopolski | Stal Ostrów     | 70 – 66 | BC Wolves (en)   | Start Lublin (en)   | 86 – 62 | King Szczecin (en) |
| 2024 | Aarhus              | Bakken Bears    | 85 – 81 | CSO Voluntari    | RSW Liège Basket    | 83 – 73 | KK Šiauliai        |
| 2025 | Bratislava          | CSO Voluntari   | 95 – 82 | Newcastle Eagles | Dziki Varsovie (en) | 80 – 78 | Inter Bratislava   |

## Bilan par club et par pays
| Rang | Club                | Médaille d'or, Europe | Médaille d'argent, Europe | Médaille de bronze, Europe | Total |
| ---- | ------------------- | --------------------- | ------------------------- | -------------------------- | ----- |
| 1    | CSO Voluntari       | 1                     | 1                         | 0                          | 2     |
| 2    | Anwil Włocławek     | 1                     | 0                         | 0                          | 1     |
| 2    | Stal Ostrów         | 1                     | 0                         | 0                          | 1     |
| 2    | Bakken Bears        | 1                     | 0                         | 0                          | 1     |
| 3    | KK Šiauliai         | 0                     | 1                         | 1                          | 2     |
| 4    | BC Wolves (en)      | 0                     | 1                         | 0                          | 1     |
| 4    | Newcastle Eagles    | 0                     | 1                         | 0                          | 1     |
| 5    | BC Brno             | 0                     | 0                         | 1                          | 1     |
| 5    | Start Lublin (en)   | 0                     | 0                         | 1                          | 1     |
| 5    | RSW Liège Basket    | 0                     | 0                         | 1                          | 1     |
| 5    | Dziki Varsovie (en) | 0                     | 0                         | 1                          | 1     |

| Rang | Pays               | Médaille d'or, Europe | Médaille d'argent, Europe | Médaille de bronze, Europe | Total |
| ---- | ------------------ | --------------------- | ------------------------- | -------------------------- | ----- |
| 1    | Pologne            | 2                     | 0                         | 2                          | 4     |
| 2    | Roumanie           | 1                     | 1                         | 0                          | 2     |
| 3    | Danemark           | 1                     | 0                         | 0                          | 1     |
| 4    | Lituanie           | 0                     | 2                         | 1                          | 3     |
| 5    | Royaume-Uni        | 0                     | 1                         | 0                          | 1     |
| 6    | République tchèque | 0                     | 0                         | 1                          | 1     |
| 6    | Belgique           | 0                     | 0                         | 1                          | 1     |

## MVP de la saison régulière
| Saison    | Joueur                | Position | Club                | Ref.   |
| --------- | --------------------- | -------- | ------------------- | ------ |
| 2021-2022 | Hunter Mickelson (pl) | Pivot    | BC Brno             |        |
| 2022-2023 | Zac Cuthbertson       | Ailier   | King Szczecin (en)  | [ 12 ] |
| 2023-2024 | Rickey McGill (en)    | Meneur   | Newcastle Eagles    | [ 13 ] |
| 2024-2025 | Isaiah Cousins        | Meneur   | BK Inter Bratislava | [ 14 ] |